# Jakab Kálmán
Jakab Kálmán (Désfalva, 1925. október 26.– Csíkszereda, 2004. április 27.) erdélyi magyar belgyógyász orvos, orvosi szakíró, az orvostudományok doktora (1983).

## Életútja
Középiskoláit a Római Katolikus Gimnáziumban végezte (1946), oklevelét a marosvásárhelyi OGYI-ban szerezte (1952). Előbb körorvos Csíkszentsimonban, belgyógyász szakorvos a csíkszentmártoni kórházban, 1962-től Csíkszeredában kórházi és poliklinikai orvos, majd osztályvezető főorvos, illetve egészségügyi felügyelő, 1974-től belgyógyászati főorvos, 1979-től a megyei kardiológiai osztály vezetője, 1984-től belgyógyászati osztályvezető főorvos. 1996-ban vonult nyugalomba.

## Munkássága
Tudományos dolgozatai a Lucrările simpozionului de la Sinaia (1963), Lucrările simpozionului de medicină generală (1972), Cel de al doilea congres naţional de medicină internă (1973), valamint Congresul naţional de gastro-enterologie (Kolozsvár, 1976) c. kiadványokban, magyarul az Acta Hargitensia hasábjain (1980) jelentek meg, tanulmányát közölte a Neoplasma című csehszlovákiai folyóirat (1976). A Hargita munkatársa. A reumás megbetegedés, a szívártalmak kórtanával és kezelésével foglalkozott, különös tekintettel a gyógyfürdők és mofetták terápiás hatására.
Szerkesztésében jelent meg a Hargita megye természetes gyógytényezői című gyűjteményes kötet (Csíkszereda, 1974, román nyelven is).

## Társasági tagság
- Erdélyi Múzeum-Egyesület

## Díjak, elismerések
- Az egészségügyi munka kitüntetettje (1984)